# Páll-Gergely Barna
Páll-Gergely Barna (Gyergyószentmiklós, Románia, 1986. május 20. –) zoológus, malakológus, PhD, több szárazföldi csigafaj felfedezője, a Magyar Malakológiai Társaság tagja. Ő fedezte fel a világ legkisebb szárazföldi csigáját, az Angustopila dominikae-t, amelyet a feleségéről nevezett el.
2020-ban a Magyar Tudományos Akadémia által alapított Jermy Tibor-díjban részesült.